# Oostbrug (Amsterdam)

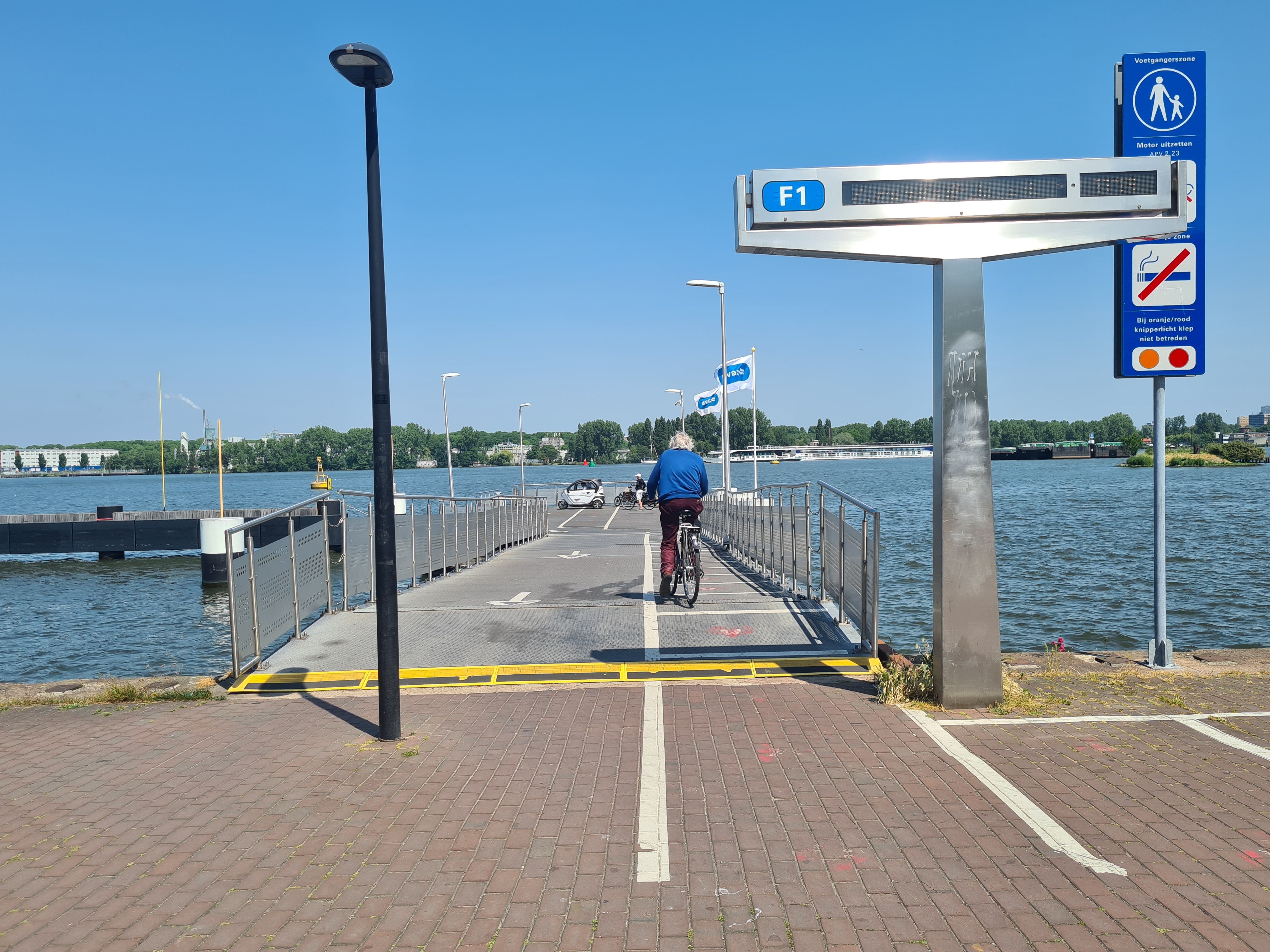
Steiger van de pont bij het Azartplein, grofweg de plek waar de nieuwe Oostbrug zal komen.

De Oostbrug is een geplande oeververbinding over het IJ in Amsterdam die het Oostelijk Havengebied zou moeten verbinden met Amsterdam-Noord.

## Achtergrond
Sinds het begin van de 21e eeuw ondergaat Amsterdam-Noord een sterke groei. Er komen veel nieuwe woningen bij, waardoor het verkeer toeneemt. Hiermee gepaard gaat een steeds grotere behoefte aan vervoer vanuit de zuidkant van het IJ (waar het centrum van Amsterdam ligt) en Amsterdam-Noord. Specifiek geldt dit voor voetgangers, fietsers en ander licht motorisch verkeer zoals scooters. Voor de oversteek van het IJ maken deze voornamelijk gebruik van de ponten die onder andere vanaf het Centraal Station varen. Vanaf 22 juli 2018 is de Noord/Zuidlijn gaan rijden, maar de eerste halte in Noord is pas bij het Noorderpark. Er is daarom al vele jaren discussie over de aanleg van bruggen of tunnels.

## Ontwikkeling

### Javabrug
Op 10 januari 2017 besloot het Amsterdamse college van B&W om een brug aan te gaan leggen vanaf de kop van het Java-eiland naar Noord. Het Java-eiland is al verbonden met het centrum via de Jan Schaeferbrug. De 'Javabrug' zou dan ook de fietsroute over het IJ naar Noord voltooien. De bouw zou van start kunnen gaan na de 2020-editie van Sail Amsterdam en zou naar schatting 210 miljoen euro moeten gaan kosten. In 2030 zouden er dan dagelijks tussen de 22.000 en 30.000 fietsers gebruik van maken.
Er kwamen echter veel bezwaren tegen de geplande locatie, zowel vanuit de Rijksoverheid als de provincie Noord-Holland. Ook Rijkswaterstaat was tegen en sprak zich in 2018 nogmaals uit tegen bouw van de Javabrug. De voorstellen zouden nautisch niet veilig zijn en niet voldoen aan geldende kaders en richtlijnen.

### Commissie-D'Hooghe

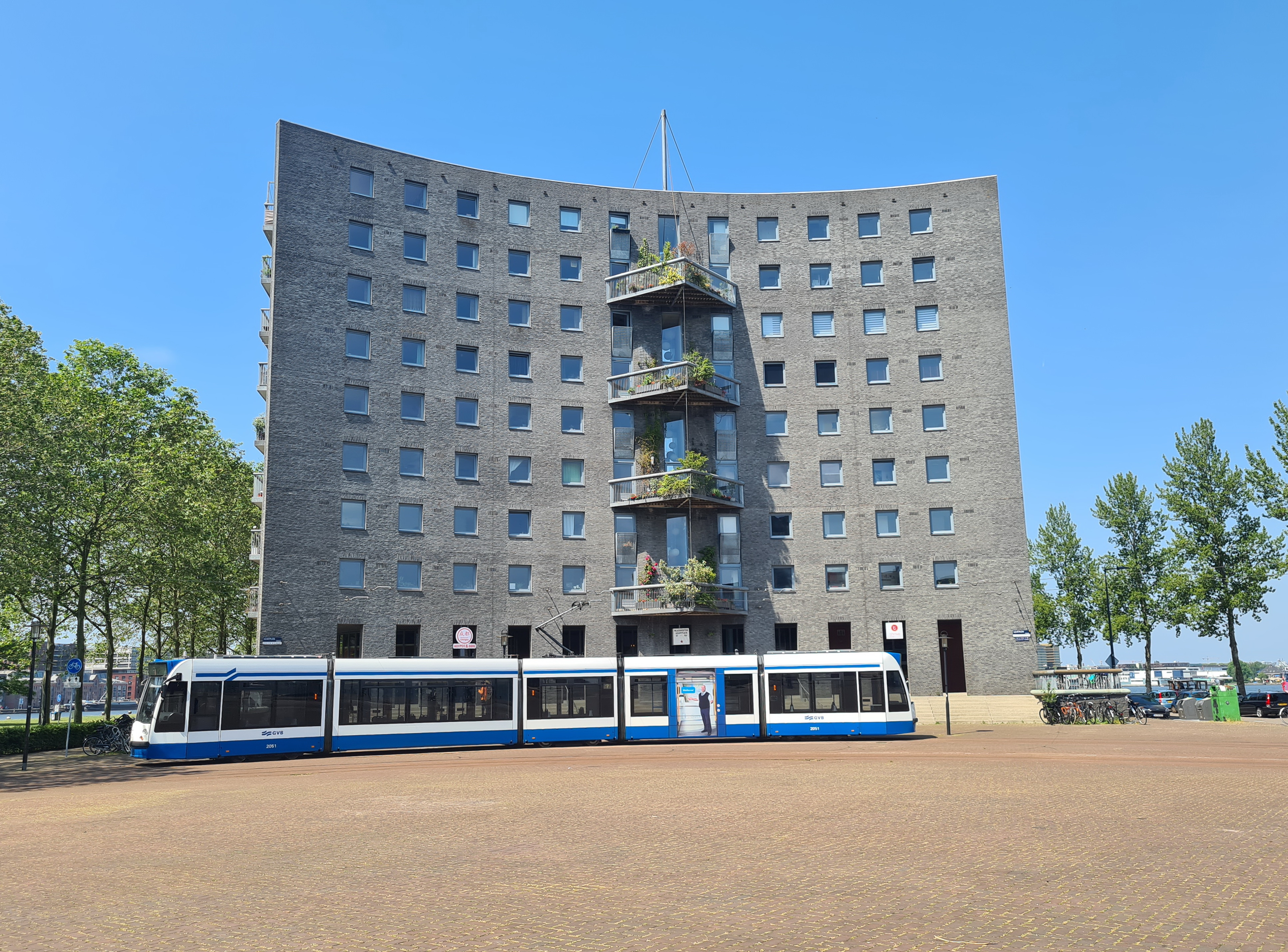
Het Azartplein, waar de zuidelijke oprit van Oostbrug zou komen, met het woongebouw Wladiwostok en het eindpunt van tramlijn 7; 2023.

Vanwege het conflict tussen de gemeente Amsterdam (pro-brug) en andere organisaties (pro-tunnel) werd in juni 2019 de hulp ingeroepen van de Belgische hoogleraar Alexander D'Hooghe. Hij werd gevraagd om een adviescommissie te leiden die een jaar lang onderzoek ging doen naar de beste oplossing. In december 2019 schreef de commissie een tussenrapportage waarin ze een negatief advies gaven voor een brug vanaf het Java-eiland. In plaats daarvan werd geadviseerd vooral de aandacht te leggen op de zogenaamde fietsring, die zou lopen via onder meer de Marnixstraat, Weteringschans en Sarphatistraat. Bij het doortrekken van deze 'ring' zou het logische punt voor een oeververbinding het Azartplein zijn, en niet de kop van het Java-eiland. Aan de westkant van de stad zou de logische plek dan het Stenen Hoofd zijn.
De oplossing om bij het Azartplein een verbinding te maken over het IJ levert wel weer andere problemen op: zo is de afstand die overbrugd moeten worden over het IJ veel groter dan bij de kop van het Java-eiland: 706 meter in plaats van 212 meter.

### Eindrapport commissie-D'Hooghe
Op 26 juni 2020 kwam de commissie-D'Hooghe met haar eindrapport. In dat rapport wordt gesproken over meerdere nieuwe verbindingen over het IJ:
- Twee nieuwe bruggen voor fietsers en voetgangers, later eventueel ook aan te passen voor bussen en trams. Één oostelijk tussen de Johan van Hasseltweg en het Azartplein, doorgetrokken tot het Rietlandpark. Deze wordt ook wel aangeduid als de 'Oostbrug'. De andere westelijk tussen het NDSM terrein en de Haparandadam, in de buurt van het REM-eiland (de 'Westbrug').
- Twee nieuwe pontverbindingen. Een tussen het Hamerkwartier en de Kop van het Java-eiland. De andere tussen de Sluisbuurt en Sporenburg.
- Een nieuwe voetgangerstunnel bij het Centraal Station.

De oostelijke brug zou iets ten westen van het Kompaseiland het IJ oversteken, waar ook extra ligplaatsen voor boten kunnen worden gecreëerd. De verkeersstromen vanaf de brug zouden niet worden geleid over de bestaande Blauwehoofdbrug, maar over een nieuwe brug over de IJhaven zou leiden en daarna de kop van het winkelcentrum Brazilië zou kruisen. Vanaf daar zou de route oostelijk via het Lloydhotel voeren om uiteindelijk uit te komen bij de Piet Heinkade. Zowel de oversteek bij de drukke Piet Heinkade als de route verder via de Czaar Peterstraat (die niet is berekend op zoveel verkeer zullen nog een uitdaging worden.) Volgens de commissie zijn de uitdagingen van deze brug dan ook vooral op het land te vinden en minder op het water.
De commissie adviseerde als eerste de Oostbrug aan te leggen, alsmede het instellen van de extra pontverbindingen.

### Advies overgenomen
In februari 2021 schaarden zowel minister Cora van Nieuwenhuizen van Infrastructuur als het stadsbestuur van Amsterdam zich achter de visie van D'Hooghe. Concreet betekent dat er dus wordt gekozen voor een tweetal bruggen (bij het Azartplein en Haparandadam) en een voetgangerstunnel bij het Centraal Station. Ook wordt het advies overgenomen om de Passenger Terminal Amsterdam (PTA) te verplaatsen naar de Coenhaven, ook al wijkt dat af van het coalitieakkoord waarin de terminal verplaatst zou worden buiten de gemeente. De verwachting was dat er eind 2021 een plan kon worden voorgelegd aan de gemeenteraad. Op 17 februari 2022 werden in het "Voorkeursbesluit Sprong" de locaties en uitgangspunten van het advies van D'Hooghe overgenomen.
In het voorjaar van 2023 reserveerde de gemeente Amsterdam 100 miljoen euro voor de bouw van de Oostbrug voor fietsers en voetgangers, de Vervoerregio Amsterdam zou ook 100 miljoen euro bijdragen. Voor de totale bouwkosten van 300 miljoen euro moet nog een resterend bedrag van 100 miljoen euro worden gevonden. De bouw zou op zijn vroegst in 2026 kunnen beginnen en in 2032 voltooid kunnen zijn.
In 2024 gaf wethouder Melanie van der Horst van verkeer en vervoer aan dat op z'n vroegst in 2026 een uitvoeringsbesluit kan worden voorgelegd aan de gemeenteraad. Dit zou betekenen dat er vanaf 2029 gebouwd zou kunnen worden en de brug in 2032 in gebruik zou worden genomen.
In mei 2024 bleek dat de bouwkosten zullen stijgen naar minimaal 320 miljoen euro en de voltooiing niet voor 2034 is te verwachten. Ook zijn er extra complicaties in het water: de vaargeul moet worden verlegd en ligplaatsen voor schepen moeten worden verplaatst.
In juli 2024 bleek dat de gemeente Amsterdam en de Vervoerregio Amsterdam beiden 150 miljoen euro willen bijdragen, dat is ieder de helft van de in 2023 begrote 300 miljoen euro. In die maand adviseerde de Reizigers Advies Raad (RAR), een adviesorgaan van onder meer ROVER, Fietsersbond en ASVA Studentenvakbond, om de Oostbrug ook geschikt te maken voor bussen en trams. Dit onder andere zodat Amsterdam-Noord een betere aansluiting zou hebben op het tramnet en een economische impuls zou krijgen. Wethouder van der Horst gaf aan dat uit eerder onderzoek bleek dat OV over de Oostbrug deze 2,5 keer zo duur zou maken en dat de huidige buslijn 37 en de Noord/Zuid-lijn afdoende zijn. De mogelijke toekomstige Westbrug zou wél geschikt worden gemaakt voor OV-verkeer omdat er aan die kant nog geen snelle OV-verbinding is.